# Isabel Rosado

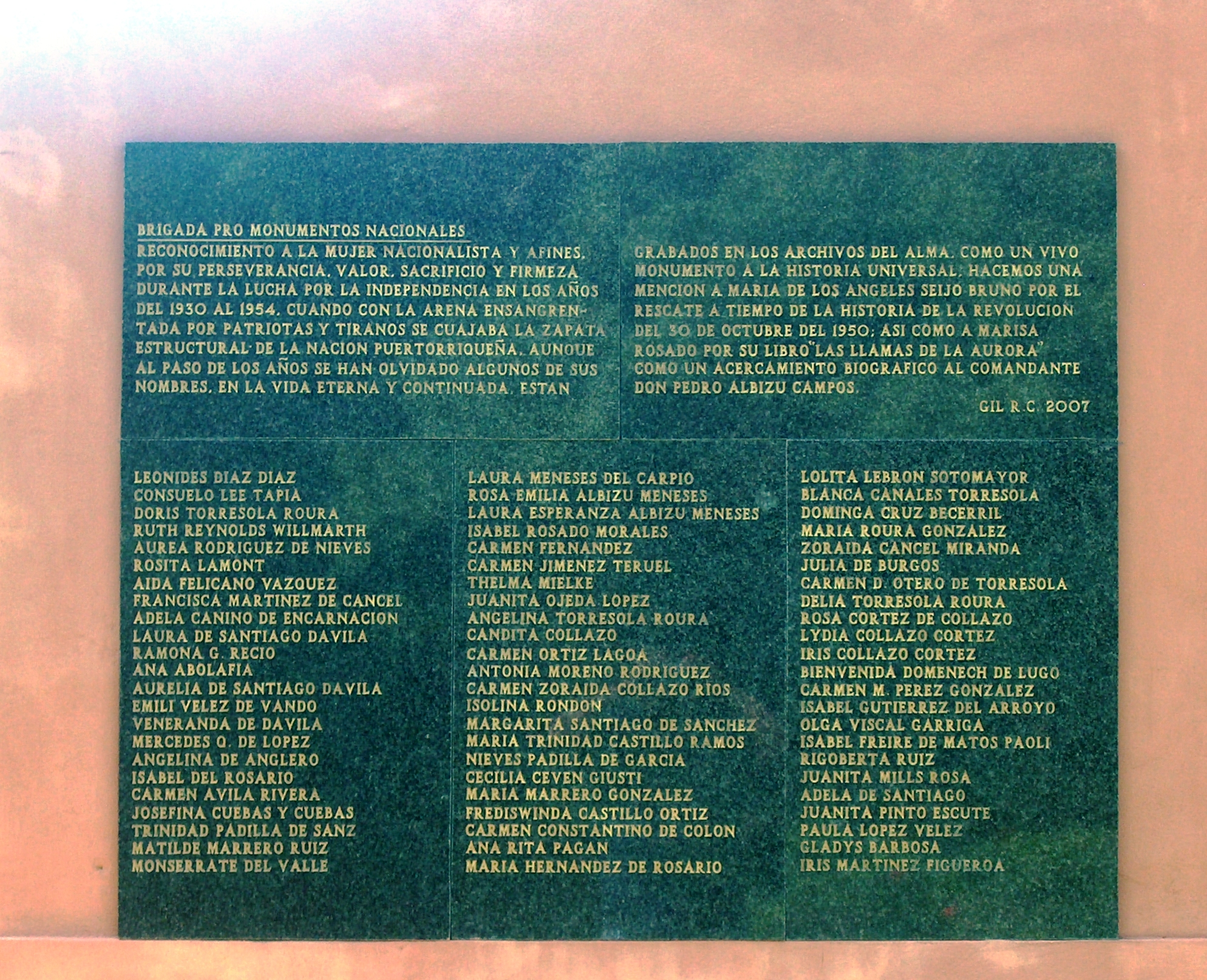
Gedenktafel am Denkmal zum Jayuya-Aufstand.

Isabel Rosado Morales oder auch Doña Isabelita (* 5. November 1907 in Ceiba; † 13. Januar 2015 in Fajardo) war eine puerto-ricanische Unabhängigkeitsaktivistin. 

## Leben
Ihre Eltern waren Simon Rosado und Petra Morales. Ihr Vater hatte ein führendes Unternehmen in Stadt. 
Mit 18 Jahren ging Isabel Rosado an die Universität von Puerto Rico. Sie studierte für das Lehramt. Sie unterrichtete jahrelang an Schulen im ländlichen Raum. Am 21. März 1937 verfolgte sie im Radio die Ereignisse, die später als Massaker von Ponce bekannt werden sollten. Das Ereignis war vermutlich der Hauptgrund, sich der Puerto-ricanischen Nationalistischen Partei, angeführt vom damals inhaftierten Pedro Albizu Campos, anzuschließen. Das Ziel war die Unabhängigkeit von den USA. Am 21. Mai 1948 trat ein Gesetzentwurf des puerto-ricanischen Senats in Kraft, der besagte, dass das Recht auf Unabhängigkeit und nationale Bewegungen einzuschränken ist. Am 30. Oktober 1950 wurde von Pedro Albizu Campos ein Aufstand gegen die Entscheidungen der US-Regierung angeordnet. Rosado selber nahm nicht daran teil. Sie wurde während ihrer Arbeit in der Schule verhaftet und anschließend zu 15 Monaten Haft verurteilt. Nach ihrer Haft arbeitete sie wieder an einer Privatschule. Am 6. März 1954 wurde sie erneut verhaftet, als der Hauptsitz der Partei von der Polizei gestürmt wurde. Diesmal wurde sie zu 11 Jahren Haft verurteilt. 
1965 zum Ende ihrer zweiten Haftzeit wurde ihr Habeas Corpus veröffentlicht. Im Jahr 1979 nahm sie an einem ökumenischen Gottesdienstes gegen die Besetzung durch die US Navy auf der Insel Vieques teil. Sie wurde abermals von der Polizei festgenommen, später jedoch wieder freigelassen. Danach war sie weiterhin in der Partei aktiv, aber konnte keine gängige Arbeit mehr finden. 
Später wurde ein Dokumentarfilm nach ihr benannt Isabel Rosado: Nacionalista, der die Themen Überwachung und politische Unterdrückung thematisierte. Er sollte die Leute zu einer öffentlichen Diskussion ermutigen. Rosado starb am 13. Januar 2015 im Alter von 107 Jahren in einem Hospiz eines natürlichen Todes. Ihr Name wurde zu Ehren der Frauen der Partei auf einer Tafel am Denkmal zum Jayuya-Aufstand eingetragen.